# غيتار هيرو (لعبة فيديو)
غيتار هيرو (بالإنجليزية: Guitar Hero ؛ «بطل القيثارة») هي لعبة موسيقية تم تطويرها من قبل شركة هارمونيكس ميوزيك سيستمز وتم نشرها من قبل ريدأوكتين وإم تي في جيمز لتعمل على منصة الألعاب بلايستيشن 2 وبلايستايشن 3 وإكس بوكس 360 والحاسوب الشخصي والوي. تم إطلاق لعبة جيتار هيرو في 8 نوفمبر 2005 في شمال أمريكا، وفي 7 أبريل 2006 في أوروبا، وفي 15 يونيو 2006 في أستراليا.
اللعبة تأتي على هيئة جيتار عليها أزرار ملونة. ويتم إرسال إشارات إلى منصة الألعاب بالتزامن مع ظهور العلامات الموسيقية المطلوب عزفها على الشاشة. تتضمن اسطوانه اللعبة على أكثر من 30 أغنية روك مشهورة تم اختيارهم من بين أغاني الروك في العقود الخمس الماضية.
لقد حازت لعبة جيتار هيرو على نجاح كبير، وبلغ حجم المبيعات أكثر من مليار دولار.

## روابط أخرى
- 'الموقع الرسمى الامريكى نسخة محفوظة 22 يونيو 2008 على موقع واي باك مشين.
- الموقع الرسمى للمملكة المتحدة